# 1-ша постійна військово-морська група НАТО

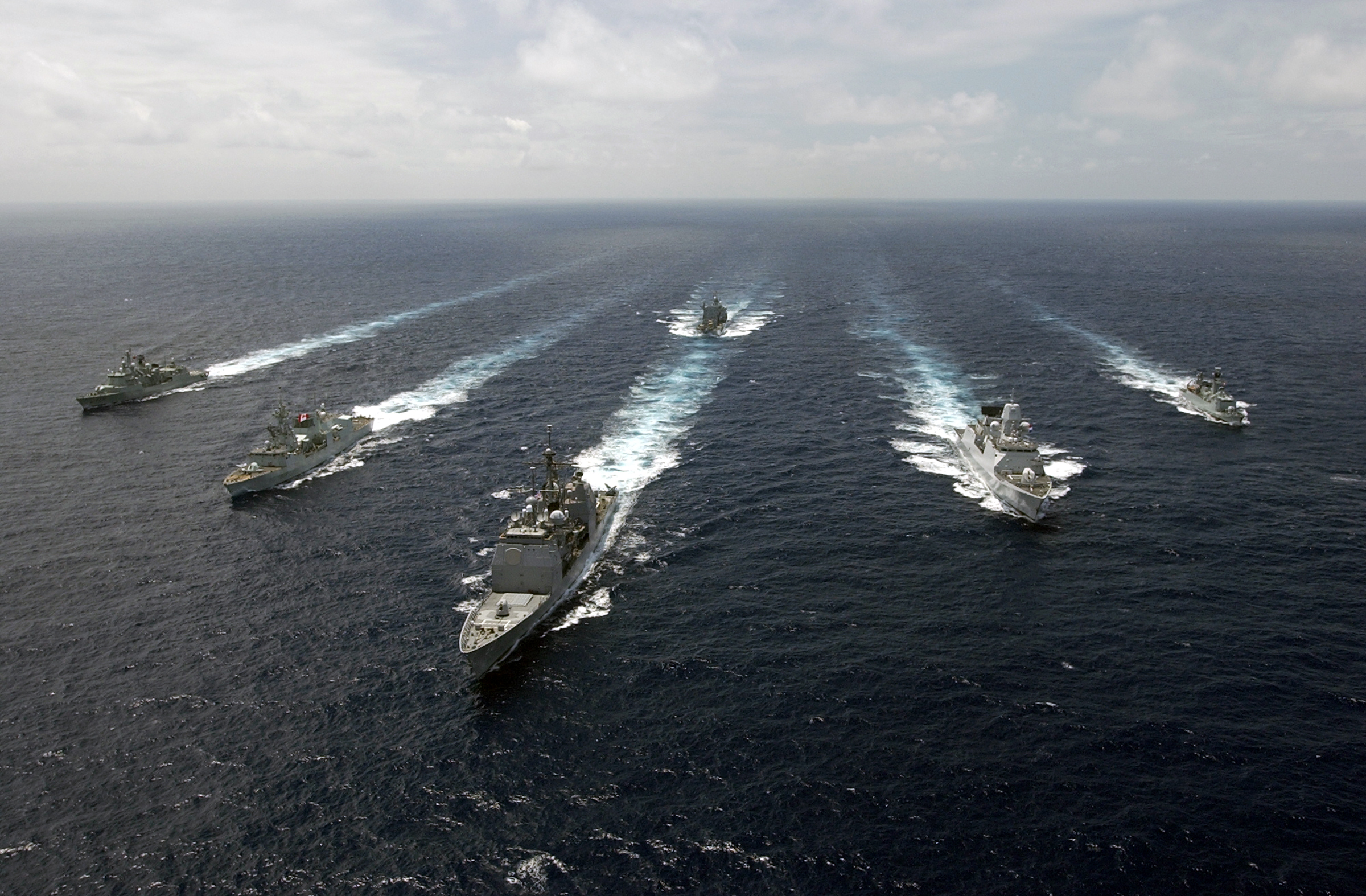
1-а постійна військово-морська група НАТО у 2007 році. Зліва направо: фрегат «Vasco da Gama» (Португалія), фрегат «Toronto» (Канада), крейсер «Normandy» (США), танкер «Spessart» (Німеччина), фрегат «Evertsen» (Нідерланди), корвет «Olfert Fischer» (Данія)

1-а постійна військово-морська група НАТО (англ. Standing NATO Maritime Group 1; SNMG1) — одна з морських груп швидкого реагування НАТО. До 1 січня 2005 року була відома, як Постійна військово-морська група в Атлантиці. Нині складається з 4-х або 6-ти есмінців і фрегатів Королівського військово-морського флоту Канади, Королівського військово-морського флоту Великої Британії, військово-морських сил Німеччини і військово-морських сил США.

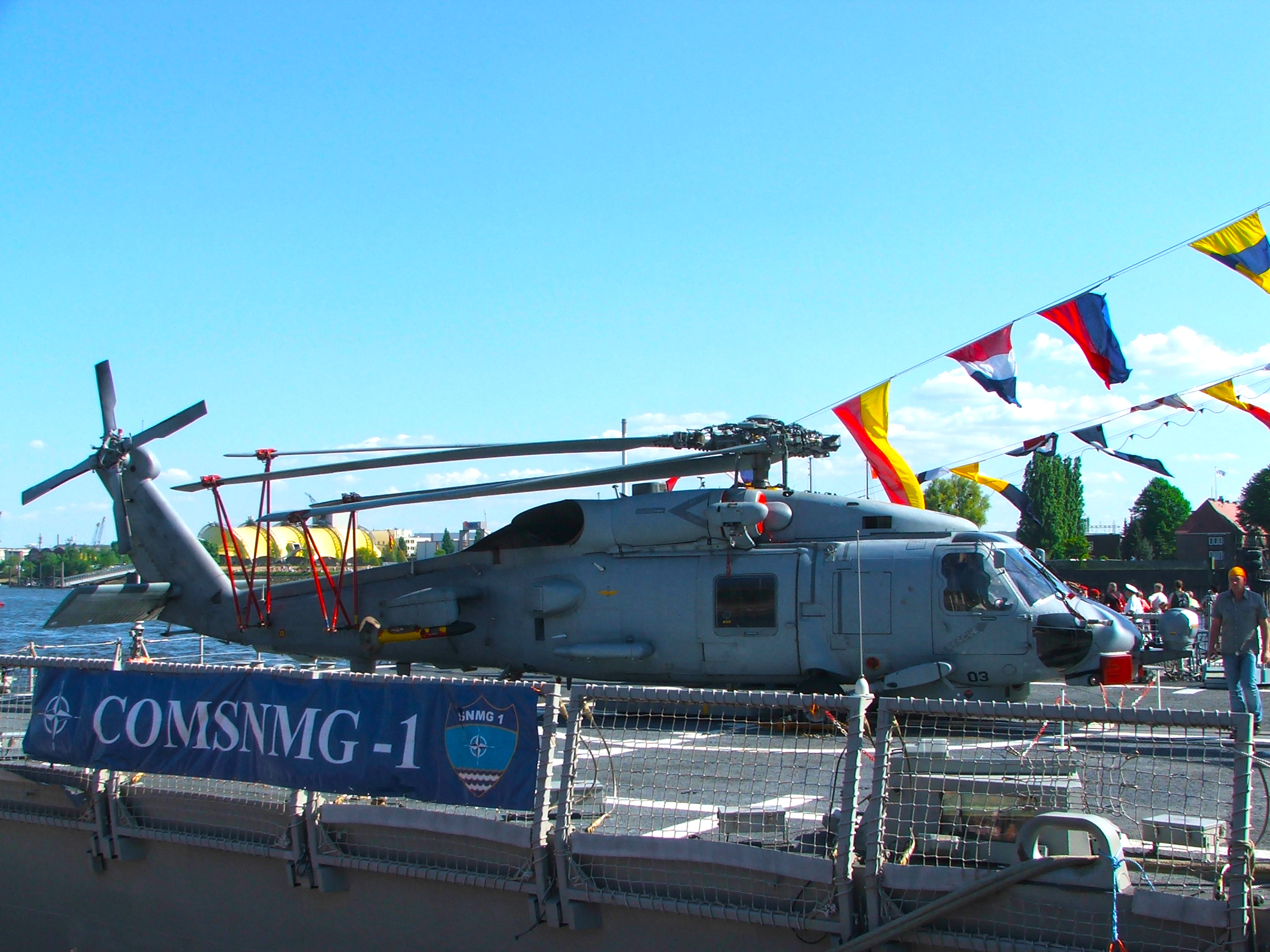
Абревіатура групи на задній частині корпусу судна

Також до цієї групи періодично приєднуються інші кораблі військово-морських сил країн-членів НАТО, зокрема Італії, Бельгії, Данії, Норвегії, Польщі, Португалії та Іспанії. Мета групи — здійснювати перевірки поточних морських операцій НАТО, а також патрулювати міжнародні води.
Ротація відбувається раз у шість місяців. Командувач постійною групою призначається на строк до одного року. З 30 травня 2013 року командувачем призначено комодора Хеннінга Амудсена.